# História do Club Universitario de Deportes
A história do Club Universitario de Deportes começa em agosto de 1924, quando o clube de futebol foi fundado por um grupo de jovens estudantes da Universidade Nacional Maior de São Marcos.

## Fundação (1924)

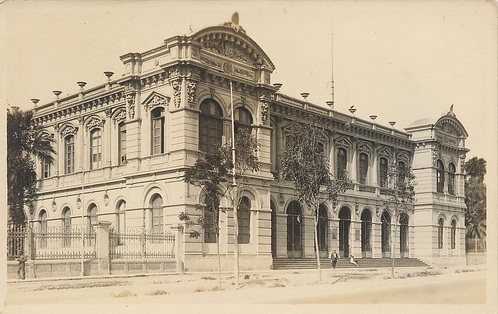
Fachada da Faculdade de Medicina da Universidade Nacional Maior de São Marcos, onde estudaram alguns dos fundadores e primeiros jogadores de futebol do clube

O Universitario foi fundado em 7 de agosto de 1924 e seu primeiro título foi conquistado em 1929.
José Rubio Galindo (aluno da Faculdade de Letras) e Luis Málaga Arenas (aluno da Faculdade de Medicina) foram os sonhadores que dedicaram seu tempo livre a trocar ideias com o propósito de formar uma grande instituição. A eles se juntou mais tarde Plácido Galindo, Eduardo Astengo, Rafael Quirós, Mario de las Casas, Alberto Denegri, Luis de Souza Ferreira (que marcou o primeiro gol peruano em uma Copa do Mundo), Andrés Rotta, Carlos Galindo, Francisco Sabroso, Jorge Góngora, Pablo Pacheco, Carlos Cillóniz , entre outros.
Assim, em 7 de agosto de 1924, estudantes universitários reuniram-se na sede da Federação de Estudantes do Peru, na cidade de Lima, dando origem à Federação Universitária de Futebol; como uma associação das equipes representativas das Faculdades da Universidade de San Marcos e das Escolas Especiais de Engenharia, Agronomia e Central Normal.

## Primeiros títulos
Após participar de diferentes torneios interuniversitários e amistosos entre 1924 e 1927, a Federação Peruana de Futebol convidou a Federação Universitária para participar do Campeonato de Seleção e Competição (Torneio da Primeira Divisão) de 1928, estreando oficialmente em 27 de maio contra o Clube José Olaya de Chorrillos, que eles venceram por 7:1. Ao final do campeonato, ficou em segundo lugar atrás do Alianza Lima, com quem disputou o título em três jogos: (vitória por 1 a 0, empate por 1 a 1 e derrota por 2 a 0). Em 1929, o campeonato só contou com a participação de doze equipas devido à suspensão do Alianza Lima por se recusarem a ceder os seus futebolistas à seleção nacional.[carece de fontes?]

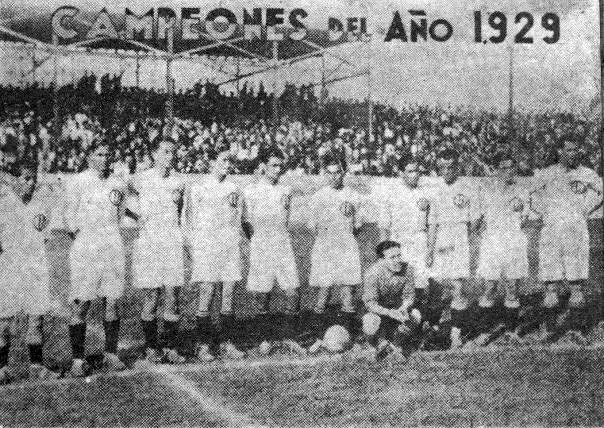
Equipe campeã do torneio peruano de 1929. O primeiro título do clube

Neste torneio, o Universitario conquistou seu primeiro título nacional, terminando o campeonato com sete vitórias, três empates e uma derrota, completando dezessete pontos, um a mais que o Circolo Sportivo Italiano, que derrotou por 7:0. Em 1930, a primeira Copa do Mundo de Futebol foi realizada no Uruguai, a seleção peruana compareceu ao evento com um elenco que contou com a presença de oito jogadores do clube (Eduardo Astengo, Carlos Cillóniz, Luis de Souza Ferreira, Alberto Denegri, Arturo Fernández, Plácido Galindo, Jorge Góngora e Pablo Pacheco).

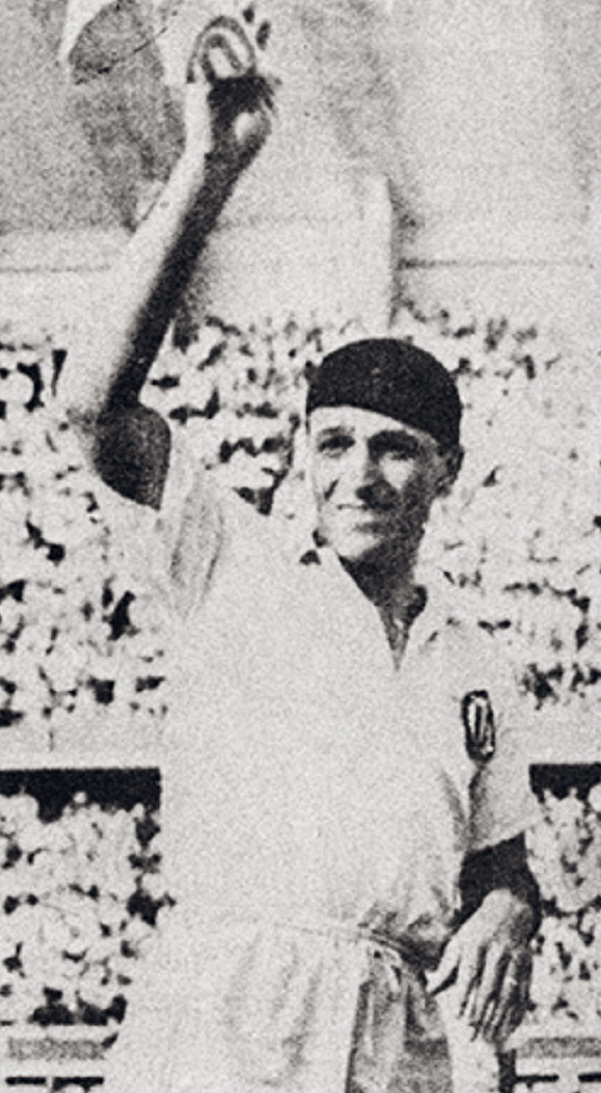
Teodoro Fernández, ídolo da equipe que conquistou seis títulos com o clube e foi o artilheiro do torneio peruano sete vezes

Após a Copa do Mundo, aconteceu a primeira turnê oficial do clube. A equipe viajou para Arequipa de barco a vapor para enfrentar a Associação Estrela Branca, que derrotou por 1:0; e depois percorreu Huacho participando da Copa Gubbins. No ano seguinte, surgiram divergências com as autoridades da Universidad Nacional Mayor de San Marcos, pois o reitor José Antonio Encinas proibiu o uso do nome —Federação Universitária de Futebol— e isso deu origem a mudança, pelo "Club Universitario de Deportes", tornando-se totalmente independente da universidaded. Em 29 de novembro de 1931, Teodoro Fernández Meyzán, mais conhecido como "Lolo" Fernández (que se tornou o maior ídolo do clube), estreou no clube aos 18 anos, em uma partida internacional contra o Deportes Magallanes.
O torneio de 1934 gerou polêmica porque, de acordo com as regras do campeonato, os pontos obtidos pelas primeiras equipes e uma fração do que suas reservas obtiveram deveriam ser somados em uma única tabela, pela qual o título supostamente deveria ter sido concedido à Alianza Lima; no entanto, os dirigentes do clube reclamaram com a Federação Peruana de Futebol argumentando que o placar reserva teria que ser adicionado depois de decidir quem ganhou o título da Primeira Divisão. Uma partida extra foi disputada entre as duas equipes com vitória para os universitários por 2 a 1, obtendo assim seu segundo título nacional, reconhecido oficialmente pela Federação Peruana de Futebol e pela Associação Esportiva de Futebol Profissional.

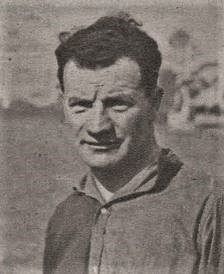
Jack Greenwell, treinador campeão em 1939

En 1937, disputó un amistoso de pretemporada ante el São Cristóvão de Brasil, (primer equipo brasileño que jugó en Lima), al que los cremas vencieron 2:0 con goles de Víctor Bielich y Teodoro Fernández. Em 1939, o "U" conquistou o terceiro título de sua história esportiva ao somar nove vitórias, três empates e apenas duas derrotas, marcando trinta e dois gols, enquanto os rivais só conseguiram vencer seu goleiro quatorze vezes.

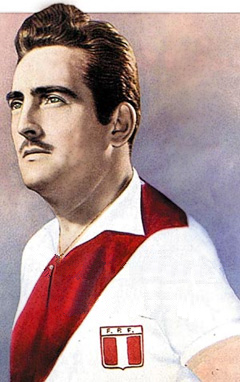
Alberto Terry, integrante do elenco que conquistou o campeonato peruano de 1949

O campeonato de 1941 contou com a participação de oito clubes e foi disputado em duas rodadas com jogos em casa e fora. No entanto, na décima segunda data o torneio foi suspenso devido à participação da seleção no Campeonato Sul-Americano daquele ano. Uma vez retomado, o Universitario de Deportes conquistou o título depois de vencer o Club Atlético Chalaco e o Alianza Lima por 1:0 e 3:1, respectivamente, nas duas últimas partidas. A partida contra o Alianza Lima foi disputada em 12 de abril de 1942. Arturo Fernández Meyzán, técnico do Universitario, enviou ao campo do antigo Estádio Nacional o seguinte elenco: Carlos Ganoza; Tomás Obando e Olmedo Quiñónez; Orestes Jordan, Alfredo Biffi e Felix Sayers; Mario Pacheco, Juan Martínez, Teodoro Fernández, Edgar Mabama e Luis Vallejos. O jogo começou com o rival dominando o jogo, o que lhe permitiu assumir a liderança no placar aos 27 minutos de jogo. No entanto, o Universitario soube ultrapassar as adversidades, na segunda parte, a equipa soube dar a volta ao resultado nos últimos minutos do jogo, com golos de Juan Martínez (73’) e Mario Pacheco (77’ e 85’). Foi assim que o clube sagrou-se campeão nacional.
Em 1946, pela primeira vez o campeonato foi disputado em três rodadas, alcançando seu primeiro bicampeonato graças ao trio ofensivo formado por Víctor Espinoza, Lolo e Eduardo Fernández.
Em 1947, o "U", no seu desempenho mais baixo na era amadora, empatou o último lugar da classificação com o Sporting Tabaco (hoje Sporting Cristal) pelo que teve de disputar um jogo de desempate para definir quem era rebaixado para a segunda divisão. No entanto, esta partida nunca foi disputada porque a Associação Não Amadora, antes do início do torneio, havia apresentado um projeto que contemplava o não rebaixamento daquela temporada, que foi aprovado pela Federação Peruana de Futebol em dois votos. Finalmente, em dezembro do mesmo ano, o Comitê Nacional de Esportes também aprovou o projeto e decidiu anular a descida. O clube comemorou seu jubileu de prata e conquistou o campeonato de 1949, depois de vencer o Atlético Chalaco na última partida por 4:3. Em 1950, foi realizado o último campeonato da era amadora, onde o Universitario de Deportes terminou em quinto lugar com nove vitórias, dois empates e sete derrotas.

## Era profissional (1951)
O profissionalismo do futebol chegou ao Peru em 1951, quando a Federação Peruana de Futebol adaptou o campeonato de acordo com as diretrizes mundiais, mas apenas com a participação de clubes da cidade de Lima e da província de Callao. O clube estreou na era profissional com uma vitória por 4 a 1 sobre o Mariscal Sucre. Em 20 de julho de 1952, foi inaugurado o Estádio Lolo Fernández, com as instalações esportivas e a primeira arquibancada do estádio (oeste: 4.000 lugares) que anteriormente pertencia ao Antigo Estádio Nacional do Peru.[carece de fontes?]
Na inauguração, o "U" derrotou a Universidad de Chile por 4 a 2, com três gols de Teodoro Fernández. Em 1954, Plácido Galindo assumiu a presidência do clube, naquele que foi o primeiro de seus três períodos à frente da instituição. Até o final da década, ele só fazia campanhas irregulares nos torneios nacionais, que eram dominados pela Alianza Lima e Sport Boys. Essa seca de títulos terminou com a conquista do campeonato de 1959.
Na década de 1960, o clube conquistou mais cinco campeonatos. O primeiro deles em 1960, após um empate sem gols com o Sport Boys del Callao, conquistou o campeonato após onze vitórias, três empates e quatro derrotas em dezoito jogos, conquistando assim seu segundo bi-campeonato. Em 19 de abril de 1961, estreou na Copa Libertadores da América em uma partida disputada na cidade de Montevidéu contra o Club Atlético Peñarol, que terminou com um placar de 5 a 0 a favor dos locais.[carece de fontes?]

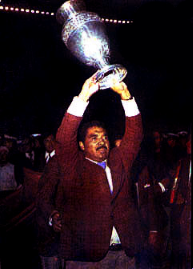
Marcos Calderón, treinador que venceu o campeonato peruano 4 vezes com o clube

Apesar do resultado, os cremes se tornaram o primeiro clube peruano a participar do referido torneio. Depois de ficar em terceiro lugar nos campeonatos de 1962 e 1963, ele ganhou o título novamente em 1964, nove pontos à frente do segundo lugar. Em 1965, a F. P. F. permitiu a participação de equipes de todo o país no campeonato e no ano seguinte nasceu o chamado "Torneio de Futebol Descentralizado". Um ano depois, sob a liderança de Marcos Calderón, o clube conquistou seu décimo primeiro campeonato após dezenove vitórias, três empates e quatro derrotas, adquirindo assim o direito de ser chamado de "Primeiro Campeão do Futebol Peruano", (porque anteriormente apenas torneios eram disputados em nível provincial ou departamental).
Em 1967, conquistou seu terceiro bicampeonato com três datas de antecedência, obtendo vinte vitórias, um empate e cinco derrotas; a última partida foi disputada contra o Sport Boys e terminou com um placar de 2:1 a favor dos cremas. Nesse mesmo ano, chegaram às semifinais da Copa Libertadores.
Em 27 de fevereiro de 1968, venceu o Always Ready da Bolívia na Copa Libertadores por 6 a 0, sendo a maior vitória conquistada pelo clube em uma competição internacional. No torneio nacional de 1969, o time merengue venceu o campeonato depois de empatar 1 a 1 com o Atlético Grau de Piura na liguilla final do campeonato.

## Finalista da Copa Libertadores (1972)
Na Copa Libertadores de 1972, o clube conseguiu avançar para a final do torneio com uma equipe substituta, já que seus principais jogadores estavam com a seleção peruana de futebol no chamado "Tour dos Três Continentes". Universitario fez parte do grupo 4 junto com Alianza Lima, Universidad de Chile e Unión San Felipe.[carece de fontes?] O primeiro encontro foi o clássico do futebol peruano, conseguindo uma vitória por 2 a 1. Os próximos dois jogos foram disputados em Santiago contra a Universidad de Chile, sendo derrotado por 1:0 e contra o Unión San Felipe, com quem empatou 0:0. A equipe estudantil retornou ao Peru para enfrentar o Alianza Lima, obtendo um empate de 2 a 2. Nas duas últimas partidas, recebeu o Union San Felipe e o Universidad de Chile em Lima, onde conquistou duas vitórias por 3:1 e 2:1 respectivamente, obtendo oito pontos, o que lhes permitiu avançar para a próxima rodada como primeiro na grupo.

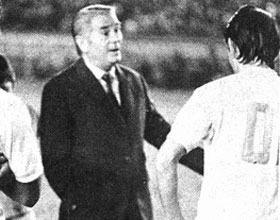
Roberto Scarone, treinador do clube entre 1969 e 1973.

Nas semifinais, foi agrupado com Peñarol e Nacional do Uruguai. Na primeira partida, perdeu para o Peñarol por 3 a 2 em Lima, mas depois se recuperou ao vencer o Nacional por 3 a 0. O Universitario viajou para o Uruguai, onde obteve dois empates: 3:3 contra o Nacional e 1:1 contra o Peñarol.[carece de fontes?] O "U" acumulava quatro pontos e faltava apenas um jogo para disputar entre Peñarol e Nacional, que somavam quatro e dois pontos, respectivamente. Todas as três equipes tiveram a chance de avançar para a final. O Peñarol precisava apenas de um empate, enquanto o Nacional precisava de uma vitória por cinco gols de diferença.
A partida terminou em 3 a 0 a favor do Nacional, o que permitiu ao clube peruano avançar para a final por ter um saldo de gols melhor. A final foi disputada contra o Club Atlético Independiente de Argentina. A partida de ida foi realizada em Lima, onde empataram 0:0, enquanto a segunda mão terminou com um placar de 2 a 1 a favor dos argentinos. Embora o Universitario não tenha conquistado o título, conseguiu ser o primeiro clube peruano e o primeiro de um país fora do Cone Sul a disputar a final da Copa Libertadores. Neste torneio, Oswaldo Ramírez e Percy Rojas foram os artilheiros com seis gols cada.
Dois anos depois, em 1974, o clube conquistou o campeonato nacional sob a liderança do argentino Juan Eduardo Hohberg. Naquele ano, os cremes estabeleceram um recorde: trinta e seis partidas permaneceram invictas.

## Um novo bicampeonato (1980-1993)
Em 1982, após oito anos, o clube conquistou o título nacional. A vitória decisiva foi contra o Deportivo Municipal, o placar foi de 1 a 0 com gol de Hugo Gastulo. Em 1985, o título nacional foi novamente para a equipe estudantil. O Universitario de Deportes voltou ao topo do futebol peruano em 1987.
Em 1990, com a chegada de Fernando Cuéllar no banco creme, o Universitario de Deportes venceu o Torneio Regional 1990-I, classificando-se automaticamente para a final nacional, onde enfrentou o Sport Boys del Callao, vencedor do torneio descentralizado. A final foi disputada em 3 de fevereiro de 1991, com vitória do time merengue, que venceu por 4 a 2, com gols de Roberto Martínez (2), Héctor Cedrés e Oswaldo Araujo.
Em 1992, o clube conquistou o título nacional, após vencer o San Agustín por 4 a 1, com gols de Ronald Baroni (2), César Charún e José Luis Carranza. Sob a direção técnica de Sergio Markarián, o clube revalidou seu título em 1993, conquistando um novo bicampeonato para a instituição.

## Tricampeonato (1998-2000)
Em 1998, o técnico argentino Osvaldo Piazza chegou à instituição, com o qual obteve o título do Torneo Apertura que lhe deu o direito de disputar as eliminatórias para a final nacional.[carece de fontes?] Na final derrotaria o Sporting Cristal. Em 1999, ele conseguiu o título novamente. Duas partidas foram disputadas entre o Universitario de Deportes, que venceu o Torneio Apertura, e a Alianza Lima, campeã do Torneio Clausura. A primeira final foi disputada no Estádio Nacional e o "U" venceu por 3-0, com golos de Roberto Farfán, Eduardo Esidio e José Guillermo del Solar. Na segunda mão, disputada no Estádio Alejandro Villanueva, os azuis e brancos venceram com um golo de Víctor Mafla, mas não foi suficiente para conquistar o título. Assim, "Los cremas" foram campeões no estádio do seu maior rival.
Em 30 de janeiro de 2000, a Copa El Gráfico-Peru foi disputada entre Universitario de Deportes e Universidad de Chile, a partida terminou com o placar de 1 a 0 a favor dos peruanos. O autor do gol foi José Guillermo del Solar.[carece de fontes?] No dia 2 de julho foi inaugurado o Estádio Monumental com capacidade para 80.093 espectadores (considerado um dos estádios mais modernos da América Latina) com vitória por 2 a 0 do Universitario contra o Sporting Cristal, em partida válida pelo campeonato. aquele ano. Este estádio substituiu o antigo Estádio Lolo Fernández como sede principal dos jogos “U” do campeonato nacional; Os cremes foram coroados campeões de futebol peruanos pela terceira vez consecutiva e somaram 100 pontos entre o Torneo Apertura e o Torneo Clausura.[carece de fontes?] O clube saiu campeão contra Juan Aurich de Chiclayo, vencendo-o por 5 a 0. Foi o primeiro campeonato que conquistou como local no Estádio Monumental, em Lima.
O brasileiro Esidio se firmou como artilheiro em uma temporada da Primeira Divisão do Peru com 37 gols, e segundo artilheiro do mundo em 2000.

## Crise financeira e os torneios irregulares

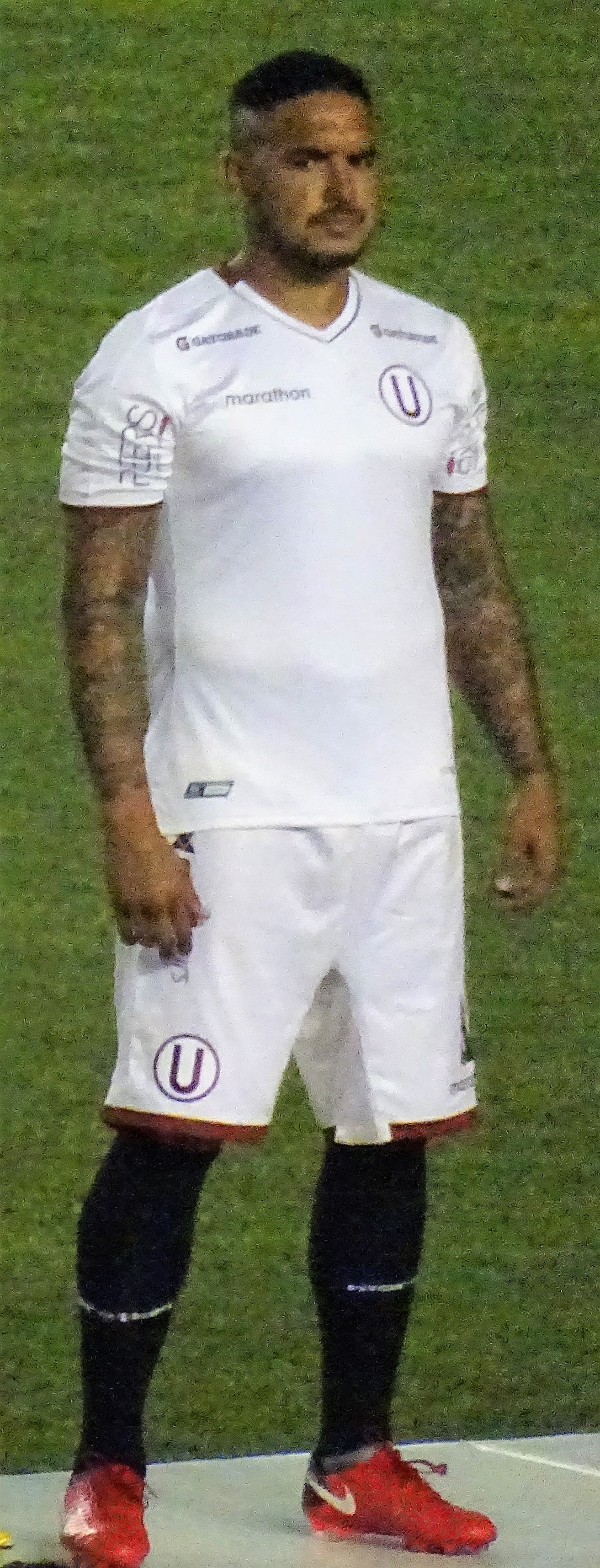
Juan Manuel Vargas, integrante do elenco vencedor do Torneo Apertura de 2002.

No ano de 2002, o clube enfrentou uma forte crise financeira que originou o atraso no cancelamento do vencimento do elenco, comando técnico e pessoal administrativo. Foi realizada uma Assembleia de Sócios; No entanto, apesar de muitos já desejarem a saída do presidente da entidade devido à crise econômica da instituição, ele se manteve firme em sua posição. A situação era complicada tanto futebolística quanto financeiramente, a ponto de os jogadores profissionais de futebol decidirem entrar em greve e a liderança decidir se voltar para os jovens. Apesar de tudo, a equipe, que passava por uma situação econômica muito difícil, conseguiu se sagrar campeã do Torneo Apertura; o elenco crema foi proclamado campeão sem pagar seus jogadores, que literalmente jogaram pela camisa. No mês de junho, o Universitario foi eleito o clube do mês do mundo pela Federação Internacional de História e Estatística do Futebol. A crise financeira e esportiva que a instituição enfrentava gerou a moção de um grupo de membros da equipe que recolheu assinaturas para adiantar as eleições e assim conseguir a nomeação de um novo presidente para substituir Javier Aspauza.
No entanto, alguns dias depois, Aspauza respondeu anunciando que havia encontrado um novo patrocinador para o clube. Ron Pomalca foi apresentado oficialmente para patrocinar as temporadas de 2002 e 2003. O dinheiro recebido cobriu aproximadamente um terço das dívidas do clube com seu elenco profissional. Em 4 de setembro, estreou na Copa Sul-Americana com uma derrota para o Alianza Lima por 1 a 0. No Torneo Clausura desse mesmo ano, o "U" ocupou o penúltimo lugar, o que não lhe permitiu disputar a definição para o título nacional.

### 2003-2007
Graças à conquista do título do Torneio de Abertura de 2002, o Universitario de Deportes se classificou para a Copa Libertadores de 2003, onde foi eliminado na primeira rodada com uma vitória, quatro empates e uma derrota. No Campeonato Descentralizado desse mesmo ano, terminou na nona posição na tabela acumulada, ficando impossibilitado de participar de um torneio internacional no ano seguinte. Em 2004 terminou na quinta posição no campeonato nacional.[carece de fontes?] Nesse mesmo ano, José Luis Carranza se aposentou do futebol. Alguns dias depois, em entrevista, Carranza chorou diante das câmeras de televisão, afirmando que ele teve que renunciar porque foi forçado a mentir sobre uma suposta lesão. Finalmente, em 11 de outubro de 2004, Carranza voltou à formação do Universitario de Deportes, e em 16 de outubro de 2004, reapareceu no futebol local, entrando em campo para substituir Paolo Maldonado, nos últimos minutos da partida contra a Universidad César Vallejo de Trujillo. Sua última partida profissional foi disputada em 26 de dezembro de 2004, contra o Deportivo Wanka, no Estádio Monumental, com vitória dos merengues por 5:2, marcando de pênalti, um dos poucos gols que marcou em sua carreira.
Em 2005, o clube participou pela segunda vez da Copa Sul-Americana, embora tenha sido eliminado novamente na primeira rodada, desta vez contra o Alianza Atlético de Sullana por um placar agregado de 4:1. De 3 a 10 de fevereiro de 2005, foi disputada a Copa de Verano, com os cremas vencendo o torneio com duas vitórias e um empate.[carece de fontes?] Com a chegada do técnico argentino Juan Amador Sánchez, o Universitario participou da Copa Libertadores de 2006, permanecendo na última colocação de seu grupo com apenas dois pontos, após dois empates e quatro derrotas.[carece de fontes?]
A equipe terminou em quinto lugar na tabela geral do Campeonato Descentralizado de 2006, reunindo as condições necessárias para disputar a Copa Sul-Americana de 2007. Em 2007 a equipe terminou na quarta posição no campeonato peruano.

### Gareca e a campanha de 2008
No dia 9 de fevereiro de 2008, aconteceu a apresentação oficial do elenco do clube, na tradicional Noche Crema, com um amistoso contra o Defensor Sporting do Uruguai que terminou com placar de 2 a 2. Na quarta-feira, 2 de julho, faltando três jogos para o final do torneio, sagrou-se campeão do Torneo Apertura. A segunda metade do ano foi muito irregular devido a lesões e ao mau desempenho de alguns jogadores importantes do elenco, além dos vários problemas não futebolísticos enfrentados pelo técnico argentino Ricardo Gareca. O Universitario só conseguiu oito vitórias em vinte e seis jogos, terminando na décima posição no Torneo Clausura e perdendo a oportunidade de disputar a final nacional.

### Campeão 2009
Após a renúncia de Ricardo Gareca à direção técnica, os dirigentes iniciaram a procura de um novo treinador. Depois de avaliar várias opções, a diretoria optou pela contratação de Juan Reynoso. Nolberto Solano viria para reforçar o elenco, considerado pela mídia como a grande contratação do futebol peruano. Depois de fazer uma grande campanha, disputou a final contra o Alianza Lima, venceu as duas partidas e sagrou-se campeão nacional contra seu clássico rival.

## Década de 2010
Na Copa Libertadores 2010 fiz parte do grupo 4 com Blooming da Bolívia, Lanús da Argentina e Libertad do Paraguai. Universitario fechou sua participação na fase de grupos com dez pontos que lhe permitiram se classificar para a próxima fase. O São Paulo foi o rival nas oitavas de final, ambos os jogos terminaram em 0 a 0 e a classificação foi decidida nos pênaltis, com o clube brasileiro saindo vitorioso. No campeonato local, somou um total de 72 pontos que lhe permitiram a classificação para a Copa Sul-Americana do ano seguinte.[carece de fontes?]
Em 2011 a equipe se salvou do rebaixamento para a segunda divisão ao quase terminar o campeonato. Em 2012, como consequência da política de austeridade implementada pela Administração Provisória, o Universitario tinha um plantel reduzido que não lhe permitia enfrentar o torneio de forma satisfatória, pelo que se temia que a sua permanência na categoria fosse comprometida. Por esta razão, no final da primeira fase do campeonato peruano, José Guillermo del Solar foi exonerado da direção técnica e Nolberto Solano foi apontado como seu substituto.
Em 2013, o clube foi campeão do torneio peruano após vencer o Real Garcilaso na final. No início da campanha de 2014, o clube teve uma retração tanto no torneio local quanto na Copa Libertadores onde conquistou apenas um ponto, ocasionando a saída do técnico Ángel Comizzo e o retorno de José Guillermo del Solar. No Torneio de Abertura e com novas contratações como Edison Flores, o “U” teve uma breve recuperação (até goleou na estreia); no entanto, perdeu pontos importantes em casa e na última partida foi derrotado por 2 a 0 por Juan Aurich, com quem lutava no torneio. Para o Torneio Clausura, contratou o ex-goleiro Óscar Ibáñez como técnico e estreou com uma vitória por 0 a 1 sobre o Sport Huancayo. Após quinze rodadas a equipe conquistou seis vitórias, seis derrotas e três empates, terminando em sétimo na classificação e sexto no acumulado, classificando-se para a Copa Sul-Americana.
O ano de 2015 seria descrito para o Universitario como uma epopeia com "final feliz", já que no início do ano com Ibáñez e novos jogadores que geraram grande expectativa entre os torcedores como Carlos Grossmüller e Liber Quiñones; no entanto, eles não se destacaram. Braynner García, Raúl Fernández e cinco jovens também chegaram com eles. No Torneio Inca daquele mesmo ano, a "U" conseguiu apenas três vitórias, pelas quais Óscar Ibáñez foi demitido e Carlos Silvestri assumiu a equipe, até que o colombiano Luis Fernando Suárez foi confirmado como novo técnico.

## Década de 2020
Na temporada de 2020, o clube conseguiu vencer o torneio de abertura, a equipe comandada pelo técnico Gregorio Perez teve o melhor desempenho ao longo do torneio e não teve problemas em sagrar-se campeã. O Universitario de Deportes sagrou-se campeão do torneio de abertura ao derrotar o Universidad Técnica de Cajamarca por 3 a 1 com gols de Iván Santillán, Alejandro Hohberg e Alexander Succar. Os merengues começaram a ação com muita intensidade, mas o UTC abriu o placar aos 5 minutos graças a um escanteio que Luis Ibérico aproveitou com um bom cabeceamento. O time creme não se desesperou e aos 20 minutos empatou graças a um golaço na cobrança de falta de Iván Santillán. Depois, depois de impor o seu domínio no jogo, a “U” abriu o placar aos 36 minutos por intermédio de Alejandro Hohberg, que aproveitou um ótimo passe entre as linhas de Gerson Barreto. A “U” foi para o descanso com um 2-1 a favor que refletiu o que se passou em campo. No complemento, os dirigidos pelo treinador Ángel Comizzo não baixaram os braços e buscaram ampliar o resultado desde o início. Aos 90+5 minutos, depois de confirmar a sua superioridade, Alexander Succar fez o golo da vitória.
Com a vitória no Estádio Olímpico da Universidad Nacional Mayor de San Marcos, a "U" somou 38 pontos e tirou 11 do rival mais próximo, Carlos A. Mannucci, uma diferença impossível de conseguir a três duelos do fim. Em dezembro disputou a final do campeonato peruano contra o Sporting Cristal, o clube merengue perdeu aquela final e ficou com o vice-campeonato.
Na partida da Copa Sul-Americana contra o Goiás, no Brasil, o Universitario não conseguiu repetir o feito em Argentina (ao vencer o Gimnasia) e vencer no Brasil. O Universitario de Deportes foi com esse objetivo. Os merengues queriam somar três na Copa Sul-Americana, mas o time não funcionou como o esperado, apesar de a partida ter reunido as condições para um bom resultado do clube peruano. Quando tudo indicava que o duelo seria empatado sem gols, o Goiás apareceu para fazer o gol da vitória quase no final da partida. O Universitario não era aquele time que costuma ser no Apertura ou quando venceu o Gimnasia na Argentina ou quando derrotou o Santa Fe no Monumental. Tampouco foi aquela experiente equipe que empatou com o Goiás em Lima quando o clube brasileiro estava à frente no placar. No Brasil, o time comandado por Jorge Fossati foi um elenco apático, que não pressionou como deveria e não foi tão intenso quanto nos torneios locais e internacionais.